# Cedric Gervais
Cedric Gervais, né Cédric DePasquale le 7 juin 1979 à Marseille, est un disc jockey et un producteur de dance et house music français résidant à Miami.

## Carrière
Dès ses 18 ans, il s'installe à Miami aux États-Unis pour commencer sa carrière de DJ. De fil en aiguille, il finit par mixer dans les plus grands clubs de la ville comme le Liv et aussi dans l'un des plus grands festivals au monde, l'Ultra Miami.
En septembre 2012, il mixe à l'anniversaire de Kim Kardashian au club Marquee de Las Vegas.
Il atteint une popularité internationale à l'été 2013 grâce à une collaboration avec Lana Del Rey, une reprise du titre Summertime Sadness extrait de l'album Born to Die en single. Le remix a atteint la place no 6 du Billboard Hot 100 du 21 septembre 2013. Le producteur explique qu'à la suite du succès de Molly, classé 6e selon le classement de ventes de musiques Techno, Electro et Dance établi par The Official Charts Company, beaucoup de gens lui « ont demandé de remixer des grands artistes ».
En 2016, son succès ne cesse de grandir à la suite de la création de son propre label Delecta Records en mars 2016 et à une collaboration avec David Guetta sur le single Would I Lie To You.
En 2017, son remix de Willy William et J Balvin, Mi Gente, est le plus joué en festival par des DJs comme David Guetta, Steve Aoki ou encore Axwell Λ Ingrosso. C'est aussi la première fois qu'il joue à Tomorrowland sur les scènes V Sessions et Sexy By Nature.
En 2018, il annonce ses débuts au cinéma. Il est à l'affiche de 22 Miles de Peter Berg, notamment aux côtés de Mark Walberg et Ronda Rousey. La même année, il entre 87e au classement de popularité du magazine DJ Mag.

## Discographie

### Albums studio
| Titre       | Détails                                                                            |
| ----------- | ---------------------------------------------------------------------------------- |
| Experiment  | - Sortie : 21 Novembre 2006 - Label : Ultra Records - Formats : CD, téléchargement |
| Miamication | - Sortie : 22 Mars 2011 - Label : Ultra Records - Formats : CD, téléchargement     |

### Singles

#### Singles classés
| Titre                                                                          | Année | Meilleures positions | Meilleures positions | Meilleures positions | Meilleures positions | Meilleures positions | Meilleures positions | Meilleures positions | Meilleures positions | Meilleures positions | Meilleures positions | Meilleures positions | Meilleures positions | Meilleures positions |
| Titre                                                                          | Année | FRA                  | ALL                  | AUT                  | BEL (FL)             | BEL (WAL)            | CAN                  | DAN                  | É-U                  | É-U Dance            | NZ                   | R-U                  | SUE                  | SUI                  |
| ------------------------------------------------------------------------------ | ----- | -------------------- | -------------------- | -------------------- | -------------------- | -------------------- | -------------------- | -------------------- | -------------------- | -------------------- | -------------------- | -------------------- | -------------------- | -------------------- |
| Molly                                                                          | 2012  | —                    | —                    | —                    | —                    | —                    | —                    | —                    | —                    | 46                   | —                    | 26                   | —                    | —                    |
| Summertime Sadness (vs. Lana Del Rey)                                          | 2013  | —                    | —                    | —                    | —                    | —                    | 7                    | 28                   | 6                    | 4                    | 30                   | 4                    | —                    | —                    |
| Molly (Tyga feat. Cedric Gervais & Wiz Khalifa & Mally Mall)                   | 2013  | —                    | —                    | —                    | —                    | —                    | —                    | —                    | 66                   | —                    | —                    | —                    | —                    | —                    |
| Things Can Only Get Better (avec Howard Jones)                                 | 2013  | —                    | —                    | —                    | —                    | —                    | —                    | —                    | —                    | 49                   | —                    | —                    | —                    | —                    |
| Young and Beautiful (vs. Lana Del Rey)                                         | 2013  | —                    | —                    | —                    | —                    | —                    | —                    | —                    | —                    | —                    | 38                   | —                    | —                    | —                    |
| Love Again (feat. Ali Tamposi)                                                 | 2014  | —                    | —                    | —                    | —                    | —                    | —                    | —                    | —                    | 26                   | —                    | —                    | —                    | —                    |
| Would I Lie to You (avec David Guetta & Chris Willis)                          | 2016  | 20                   | 2                    | 2                    | 34                   | 23                   | —                    | —                    | —                    | 32                   | —                    | —                    | 80                   | 24                   |
| "—" Signifie que le single n'est pas sorti ou ne s'est pas classé dans le pays |       |                      |                      |                      |                      |                      |                      |                      |                      |                      |                      |                      |                      |                      |

## Top 100 DJ Mag
- 2018 : #87 (Entrée)[17]
- 2019 : #76 (+11)[18]